# Fabian Ammon
Fabian Ammon (* 3. November 1985 in Schwäbisch Gmünd) ist ein ehemaliger deutscher Fußballspieler.

## Karriere
Ammon stammt aus Schwäbisch Gmünd und wuchs dort auf. In seiner Jugend war er Mitglied des Schwäbisch Gmünder Jugendgemeinderats, wurde dort aber im Juni 2003 wegen mehrfachen Fehlens ausgeschlossen. Später studierte er an der Pädagogischen Hochschule Schwäbisch Gmünd.
2006 verpflichtete Helmut Dietterle, Sportdirektor des VfR Aalen, Fabian Ammon vom TSV Heubach für die zweite Mannschaft des VfR in der damals sechstklassigen Landesliga. Mit dieser stieg Ammon in die Verbandsliga Württemberg auf. Danach trainierte er immer wieder bei der ersten Mannschaft mit, sein Debüt in der damals drittklassigen Regionalliga Süd gab er am letzten Spieltag der Saison 2006/07 beim 5:2-Heimsieg gegen den FK Pirmasens. In der Folgezeit wurde er aber weiterhin fast ausschließlich nur in Verbandsligaspielen der zweiten Mannschaft eingesetzt, wo er zum Führungsspieler wurde. Als in der Schlussphase der Saison 2008/09 zeitweise elf Profi-Spieler verletzt oder gesperrt waren, rückte Ammon erneut in die inzwischen in der neu gegründeten Dritten Liga spielende erste Mannschaft auf und absolvierte zwei Profispiele. Nach dem Abstieg in die nun viertklassige Regionalliga am Saisonende und dem danach folgenden Neuaufbau der Mannschaft, bei dem nur drei Spieler der alten Mannschaft übernommen wurden, spielte er keine Rolle mehr in der ersten Mannschaft und wurde wieder in der Verbandsliga eingesetzt.
Nach insgesamt vier Jahren beim VfR Aalen wechselte Ammon 2010 innerhalb der Verbandsliga den Verein und schloss sich dem 1. Göppinger SV an. Nach dem als Tabellen-Vierter verpassten Aufstieg in die Oberliga Baden-Württemberg verpflichtete ihn im Juli 2011 der Oberligist 1. FC Normannia Gmünd. Nach nur acht Einsätzen in der Hinrunde kehrte der Innenverteidiger im Januar 2012 zum 1. Göppinger SV zurück. Berufsbedingt verließ er den Sportverein im Januar 2014 erneut. Zur Saison 2014/15 schloss sich Ammon dem Verbandsligisten TSV Berg an. In der Landesliga war er ab 2016 für den SC Geislingen und von 2018 bis 2021 beim TSV Bad Boll aktiv, ehe er 2021 in die Bezirksliga zum VfL Gerstetten wechselte. Von 2022 bis 2024 spielte er zuletzt noch zwei Jahre beim Bezirksligisten FC Donzdorf, bei dem er nach dem Ende seiner Spielerkarriere 2024 eine Position im Trainerteam übernahm.